# インディー・ロック
インディー・ロック（indie rock）は、ロックの形態の一種である。

## 概要
反産業ロック、アンチ・コーポレートロックとしてのオルタナティヴやインディーという考え方は、1970年代の末から発生していた。70年代末のイギリスをルーツとしており、流行からはかけ離れた、個性的な音楽性をもったアーティストや音楽を指して使われる言葉である。ムーヴメント発生当時は、ポピュラー音楽や産業ロックを好む層にとっては、その音楽性を理解されなかった。
1980年代のアメリカでは、大学のカレッジラジオと呼ばれるコミュニティFM局で、R.E.M.、U2などが大流行した。そのため、別名「カレッジ・ロック（大学のロック）」と呼ばれることもある。

## 詳細
70年代末から、多くのインディー・ロックバンドは、たとえ人気が出たとしても、敢えてメジャーレーベルと契約を結ばずに、インディーズレーベルでの活動を貫いてきた。ただ、ザ・クラッシュ（エピック）やディーヴォ（ワーナー）のようにメジャーレーベルから発表されながらも、インディーズ・スピリットを感じさせるバンドも存在していた。
1990年代初頭になって、一部のインディー・ロックバンドが、メジャーレーベルと契約を結び成功を収めるようになってきた。一方、多くのバンドはライブハウスなどを中心に独自の音楽活動を続けている。

## 歴史

### 戦前から1960年代：前史
インディーレーベル自体は、戦前から存在していた。ただロックの誕生が50年代なので、インデペンデントなロックの誕生の50年代からとなる。50年代のサン・レコードや60年代のエレクトラ、アイランド、イミディエイトなどもインディーズのロックを多数発表した。ただ、当ページに記載するのは、70年代末以降の、よりラジカルでアンダーグラウンドなシーンに属するロックについてである。

### 1970年代末
1970年代後半に起きたパンクの大爆発の後、70年代末にはラフ・トレードなどのインディーレーベルを中心にインディー・ロック、オルタナティヴ・ロックの動きが出てきた。イギリスの音楽メディアはバズコックスの77年のシングルが、インディー・ロックのルーツではないかと記述している。 

### 1980年代
1980年代初頭、アメリカでは大学のカレッジラジオで取り上げられていたR.E.M.や、ハスカー・ドゥなどの、音楽シーンの主流から外れたモダン・ロック・バンドが活躍していた 。イギリスのマンチェスターにはザ・スミスや、ザ・ストーン・ローゼズなどのバンドが登場した。彼らはセールスや名声よりも自由な音楽作りを求め続け、斬新なサウンドの曲を発表した。ザ・スミスやニュー・オーダーは、80年代のインディー・ロック、オルタナティヴ・ロックの代表的なバンドと見られるようになった。

### 1990年代
1990年代、アメリカではニルヴァーナやマッドハニー、ダイナソーJr.、サウンドガーデンなどのグランジ・バンドが、インディーズからメジャー・シーンにクロスオーバーしていった。90年代には、ブリットポップ・ムーブメントもイギリスで発生し、オアシスやブラーなどのバンドが登場する。特に、労働者階級出身だったオアシスは、若者の気持ちを等身大で歌い、若者の一部から支持を得た。また、労働者ポーズのブラーは中流階級出身だった。その後も、レディオヘッド（中流出身）などが世界的成功を収めていき、80年代のコーポレート・ロック主流の全米トップ40に対して、インディー・ロックの進出が目立つようになってきた。

#### インディー・エレクトロニック
インディー・エレクトロニック（Indie electronic）は、サンプラー、シンセサイザー、ドラムマシン、コンピュータープログラムを使用した電子音楽に対して、親和性を持つロック系のアーティストを指すジャンル。主なアーティストにマウス・オン・マーズ、グライムス、メトロノミーらがいる。
インディー・エレクトロニックは、1990年代初頭に生まれ、2000年代初頭に自宅での録音やソフトウェア・シンセサイザーが一般化するにつれて、インディー・エレクトロニックの勢いが増した。これらのアーティストは、いくつかの例外を除き、ワープ・レコーズ、モール・ミュージック、サブ・ポップ、ゴーストリー・インターナショナルをはじめとしたインディー・レーベルに在籍している。

### 2000年代
80年代、90年代から徐々に見られた現象だが、2000年代以降にはR&Bやヒップホップがアメリカ音楽シーンの主流になり、さらにロックの勢いが失われてくる。そこに登場したのが、ザ・ストロークスやザ・リバティーンズを始めとする、新鋭インディー・ロック勢である。2000年代初頭、彼等の影響でガレージロックに注目が集まった。その後も、80年代のニュー・ウェイヴやポストパンクから影響を受けた、アークティック・モンキーズやフランツ・フェルディナンドの登場によって、イギリスを中心に小規模なインディー・ロックのムーブメントも発生した。
2000年代後半からは、音楽ウェブサイトのピッチフォークが老舗の音楽雑誌を凌ぐ影響力を持つようになりはじめ、ピッチフォークが推していたUSインディーシーンのバンドが世界的な人気を獲得するようになる。モデスト・マウス、スプーン、アーケイド・ファイア、LCDサウンドシステム、アニマル・コレクティヴ、ダーティー・プロジェクターズ、グリズリー・ベアといったバンドが支持を集め、繊細で実験的なアート性の高い音楽が評価されるようになる。

### 2010年代:全盛期と凋落
2000年代後半から続くUSインディー人気は凄まじく、大型音楽フェスティバルで多くのスロットを埋めたり、グラミー賞の主要部門にさえ食い込む程となっていた。2010年代前半にはヴァンパイア・ウィークエンド、テーム・インパラ、ビーチ・ハウスといったアーティストが登場し、ゴールドディスクやアルバム・チャート上位などの実績をあげるようになった。しかし、当時のインディー・ロックの主流だったアート指向の強い音楽性を、メインストリームのアーティストが取り入れる現象も見られるようになっていった。こうして全盛期を迎えていたインディー・ロックは、2010年代中盤にはすっかり勢いを失くしてしまった。

## サウンドとファッション
1990年代以降になると、マイ・ブラッディ・ヴァレンタインなどのノイジーなギターサウンド・バンドの一部は「シューゲイザー」、ペイヴメントなどのバンドは「ローファイ」、ベル・アンド・セバスチャンなどのアコースティックサウンドを奏でるバンドは「インディー・ポップ」「インディー・フォーク」、モグワイなどは「ポストロック」、フガジなどのバンドは「ポスト・ハードコア」など、インディー・ロックには、さまざまなジャンルが登場した。
一部のインディー・ロックバンドとそのファンの、流行からかけ離れた個性的なファッションは、それらを理解できない人々からは冷めた目で見られることも多い。